# Pont suspendu des chutes du Niagara
Le pont suspendu des chutes du Niagara (anglais : Niagara Falls Suspension Bridge) était un ancien pont, le premier pont suspendu praticable par le chemin de fer. Il était cependant également ouvert aux chariots hippomobiles. Les trains utilisaient la partie supérieure de ses deux ponts, les piétons et les chariots la partie inférieure.

## Historique
Ouvert de 1855 à 1897, il s'étendait sur 251 mètres au-dessus de la rivière Niagara et se situait à 4 kilomètres en aval des chutes du Niagara. Transfrontalier, il reliait Niagara Falls en Ontario au Canada à Niagara Falls dans l'État de New York aux États-Unis.
Le succès du pont a prouvé qu'un pont suspendu ferroviaire pouvait être sûr et opérationnel. Progressivement, les structures en bois du pont ont été remplacées par des versions plus robustes en acier et en fer d'ici 1886. Par la suite la structure en acier s'est imposée pour l'arche et le pont modifié a été rebaptisé Whirlpool Rapids Bridge, le 27 août 1897.

## Caractéristiques
Le pont suspendu des chutes du Niagara avait une portée de 250 mètres. Son innovation consista à utiliser des câbles (4 câbles de 1 mètre de diamètre chacun) à la place de chaînes pour suspendre le pont. Chaque câble était armé de 3 640 taurins pour le renforcement. Le pont a été conçu pour supporter le passage d'un train, soit au moins 300 tonnes.

Photo et plan de situation
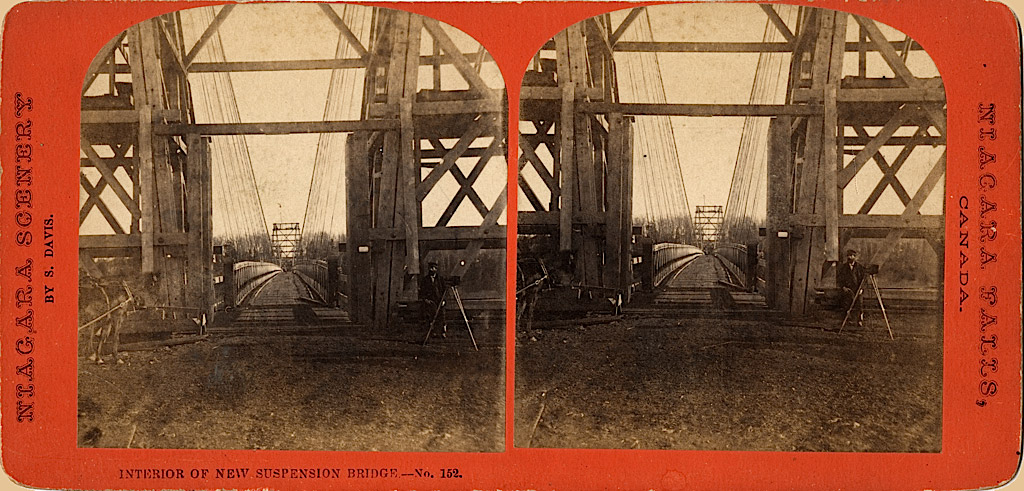
Le pont par Saul Davis, c. 1869[2].
Plan.